# Лапейн, Дэниел
Дэниел Лапейн (англ. Daniel Lapaine, род. 15 июня 1971) — австралийский актёр, сценарист и режиссер.

## Биография
Дэниел родился в Сиднее, Австралия. В 1992 году он окончил Национальный институт драматического искусства (NIDA) и первой наиболее примечательной его ролью стал Дэвид Ван Эркл в фильме «Свадьба Мюриэл» в 1994 году. Он также известен по роли принца Уэнделла в мини-сериале «Десятое королевство» (2000) и роли Гектора в телевизионном фильме «Елена Троянская» (2003).
В 2011 году он появился в эпизоде «История всей твоей жизни», а в 2017 году в эпизоде «Чёрный музей» сериала «Чёрное зеркало».

## Личная жизнь
В 1998 году Дэниел познакомился с британской актрисой Фэй Рипли на вечеринке общих друзей. Каждый из них подумал, что не заинтересовал другого, и они разминулись. В Нью-Йорке они увиделись снова и начали встречаться. Пара поженилась в октябре 2001 года, церемония бракосочетания прошла в Тоскане, Италия. В 2002 году у них родилась дочь Паркер, а в 2006 году — сын Сонни.

## Избранная фильмография
- Свадьба Мюриэл (1994) — Дэвид Ван Эркл
- Польская свадьба (1998) — Зигги
- Честная куртизанка (1998) — Сефарино Франко
- Студия 54 (1998) — Марк
- Любовники (1999) — Уилл
- Разрушенный дворец (1999) — Ник Паркс
- Двойной просчёт (1999 год)- эксперт по компьютерам
- Десятое королевство (2000) — Принц Уэнделл Уайт (ТВ)
- Странник (2001) — Странник
- Ритуал (2002) — Уисли Клейборн
- Клуб похитителей (2002) — Гарретт Бирн
- Елена Троянская (2003) — Гектор (ТВ)
- Пуаро Агаты Кристи (Сезон 9. эпизод «Смерть на Ниле») (2004) — Тим Олертон (ТВ)
- Последний шанс Харви (2008) — Скотт
- Любовь живёт долго (2008) — Даррен
- Шанхай (2009) — Тед
- Цель — Луна (2009)
- Мертвец из Тумстоуна (2013) — шериф Боб Месси
- Мисс Фрайни Фишер и гробница слёз (2020) — Лорд Лофтхаус (Лофти)